# Ali Bitalzadeh
Ali Bitalzadeh (19 april 1989) is een Perzisch-Nederlandse schaker. In 2008 werd hem door de FIDE de IM-titel toegekend.
Hij had in juli 2008 een groot succes door als FM het Open Nederlands Kampioenschap Schaken in Dieren te winnen, voor verschillende grootmeesters, met 7,5 punt uit 9 partijen en geen enkele nederlaag. Zijn resultaat was goed voor zijn derde meesternorm en zijn eerste grootmeesternorm. Ook plaatste hij zich voor het Nederlands Kampioenschap van 2009.

## Overwinningen
- 2001: Categorie D (t/m 12 jaar) bij de Open Nederlandse Jeugdschaak Kampioenschappen
- 2008: Open Nederlands Kampioenschap[1]
- 2010: Daniël Noteboom-toernooi

## Overig
- 2014: verliezend finalist op het NK Snelschaken in Meppel[2]